# مارتین برونر
مارتین برونر (انگلیسی: Martin Brunner؛ زادهٔ ۲۳ آوریل ۱۹۶۳) بازیکن فوتبال اهل سوئیس بود.
از باشگاه‌هایی که در آن بازی کرده‌است می‌توان به باشگاه فوتبال لوزان-اسپورت و باشگاه فوتبال گراس‌هاپر زوریخ اشاره کرد.